# Шазийи
Шазийи́ (фр. Chazilly) — коммуна во Франции, находится в регионе Бургундия. Департамент коммуны — Кот-д’Ор. Входит в состав кантона Пуйи-ан-Осуа. Округ коммуны — Бон.
Код INSEE коммуны — 21164.

## Население
Население коммуны на 2010 год составляло 133 человека.
| 1962 | 1968 | 1975 | 1982 | 1990 | 1999 | 2010 |
| ---- | ---- | ---- | ---- | ---- | ---- | ---- |
| 155  | 125  | 141  | 119  | 122  | 114  | 133  |

## Экономика
В 2010 году среди 80 человек трудоспособного возраста (15—64 лет) 63 были экономически активными, 17 — неактивными (показатель активности — 78,8 %, в 1999 году было 68,7 %). Из 63 активных жителей работали 62 человека (32 мужчины и 30 женщин), безработным был 1 мужчина. Среди 17 неактивных 6 человек были учениками или студентами, 9 — пенсионерами, 2 были неактивными по другим причинам.